# 箕浦勝人

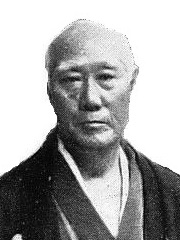
箕浦勝人

箕浦 勝人（みのうら かつんど、1854年3月13日〈嘉永7年2月15日〉 - 1929年〈昭和4年〉8月30日）は、日本の新聞記者、実業家、政治家。

## 経歴
豊後国臼杵で、臼杵藩の武道師範の実相寺常之丞の次男として生まれる。15歳で藩士箕浦又生の養子となる。慶應義塾出身で福澤諭吉の弟子。福澤諭吉の子孫の家庭教師を担当した。明治13年（1880年）神戸新報（慶応義塾―交詢社系の新聞）を主筆（兵神交詢社会員、神戸商法講習所所長）として、社主安倍清誠五郎、代表三木善八（のち『郵便報知新聞』社主）、主幹鹿島 秀麿（のち兵庫県会議員をへて改進党系代議士）等と共に、創刊に関わった。郵便報知新聞社に入社し、新聞記者の後、社長となる。立憲改進党に参加。明治22年（1889年）の東京市会議員選挙に日本橋区から立候補したが落選した。明治23年（1890年）の第1回衆議院議員総選挙で当選。大正4年（1915年）から大正5年（1916年）まで第2次大隈内閣の逓信大臣を務める。墓所は染井霊園。

## 栄典
位階
- 1914年（大正3年）6月18日 - 正四位[2]

勲章　
- 1916年（大正5年）7月14日 - 勲一等瑞宝章[3]

## 著作
- 藤田茂吉、箕浦勝人『国会論』報知社支店・丸屋善七、1879年8月。全国書誌番号:40020437 NDLJP:784040。
  - 藤田茂吉、箕浦勝人『国会論』中野啓蔵、1880年2月。 NCID BA45886290。
- ウオルス 著、甲斐織衛 訳『教育汎論』箕浦勝人校閲、以友堂、1883年5月。全国書誌番号:40038086 NDLJP:808581。
- 箕浦勝人『営業満期国立銀行処分法ニ関スル意見』報知社、1895年1月。 NCID BA56729454。
- 若林清『大日本政党史』尾崎行雄・箕浦勝人・加藤恒忠序、市町村雑誌社、1913年12月。 NCID BN08014139。全国書誌番号:43018500 NDLJP:950703。
  - 若林清『大日本政党史』尾崎行雄・箕浦勝人・加藤恒忠序（復刻版）、信山社出版〈日本立法資料全集 別巻839〉、2014年2月。ISBN 9784797271379。 NCID BB14869090。全国書誌番号:22380147。